# Paris Saint-Lazare järnvägsstation
Gare Saint-Lazare är en av Paris järnvägsstationer, belägen nära den klassiska Parisoperan i åttonde arrondissementet. Stationen stod klar 1837 och är den näst mest trafikerade järnvägsstationen i Paris, efter Gare du Nord. Cirka 275 000 passagerare använder stationen varje dag. Här passerar bland annat pendeltåget RER Linje E på underjordiska stationen Haussmann – Saint-Lazare från år 1999. Stationen trafikeras också av Paris tunnelbana med linjerna 3, 12, 13 och 14.  
Den franske konstnären Claude Monet avbildade 1877 platsen i en serie oljemålningar, Stationen Saint-Lazare.  

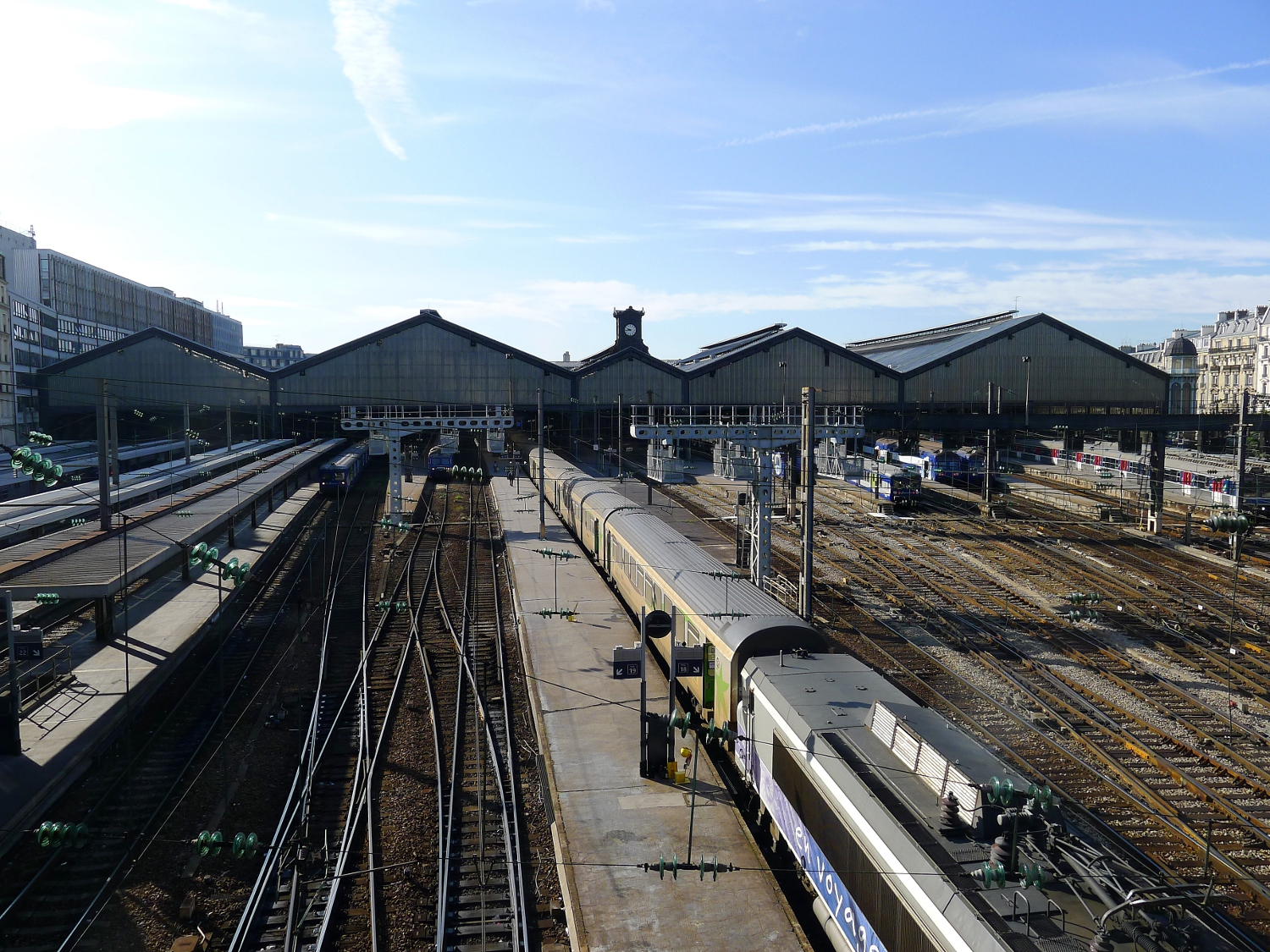
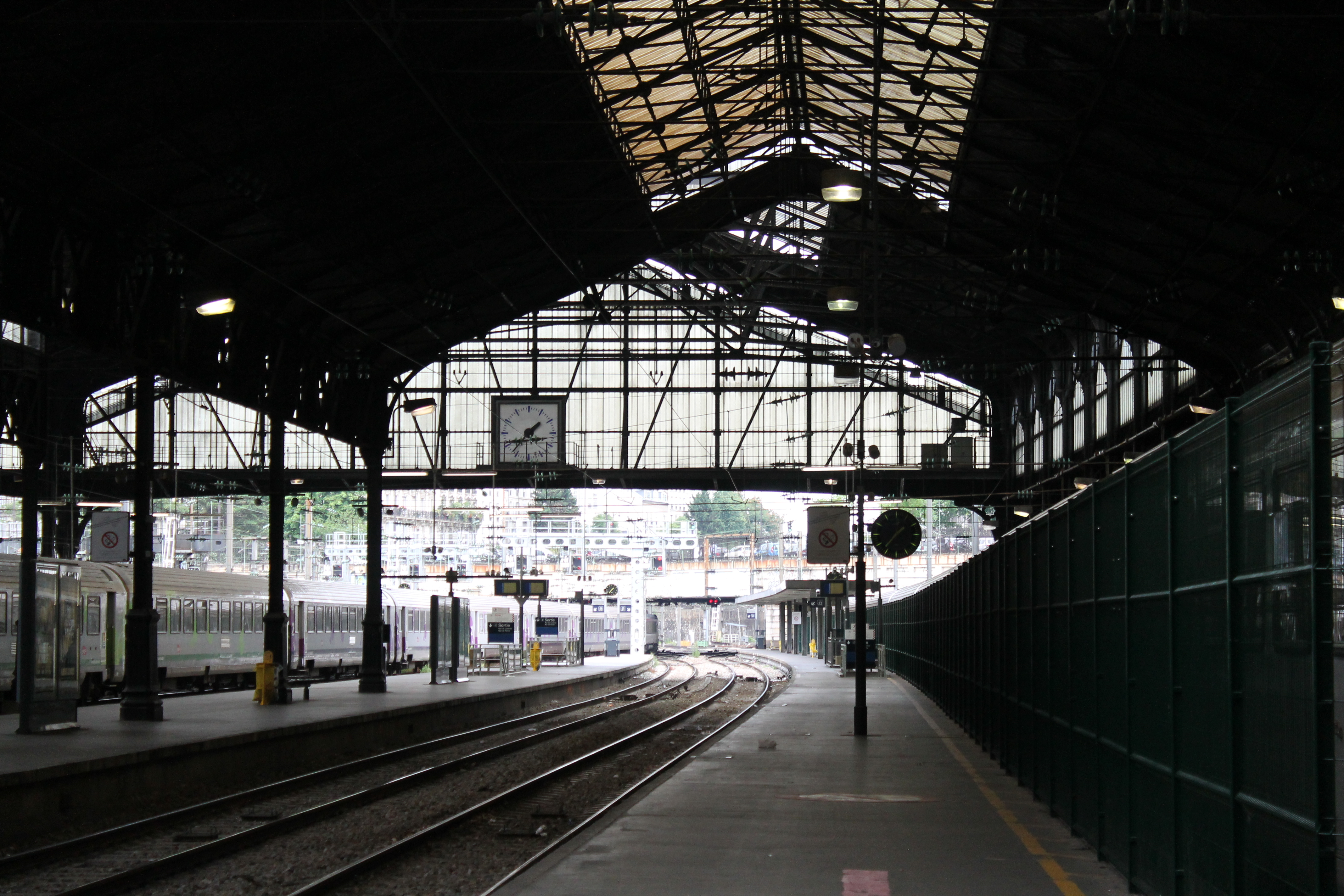
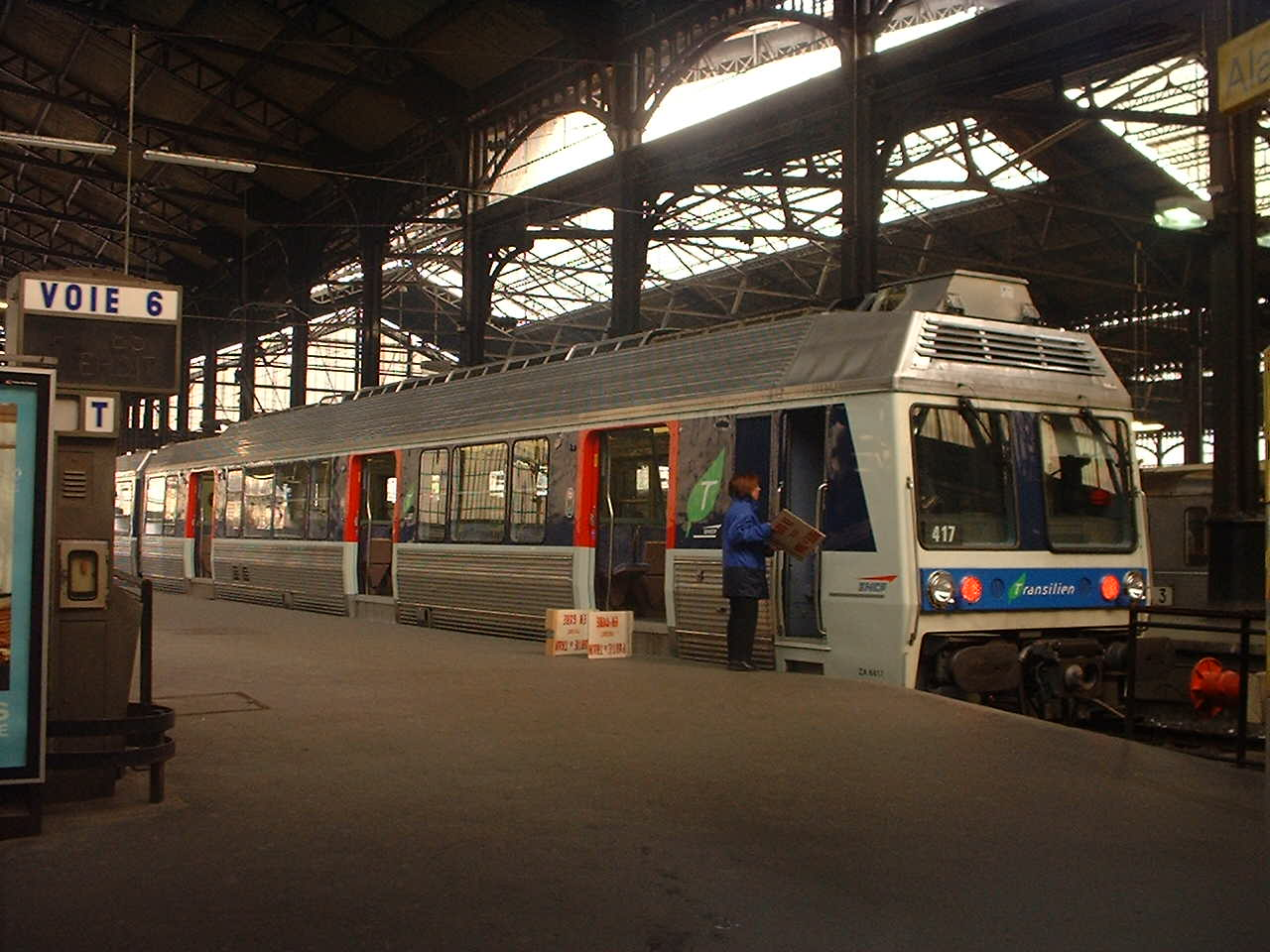
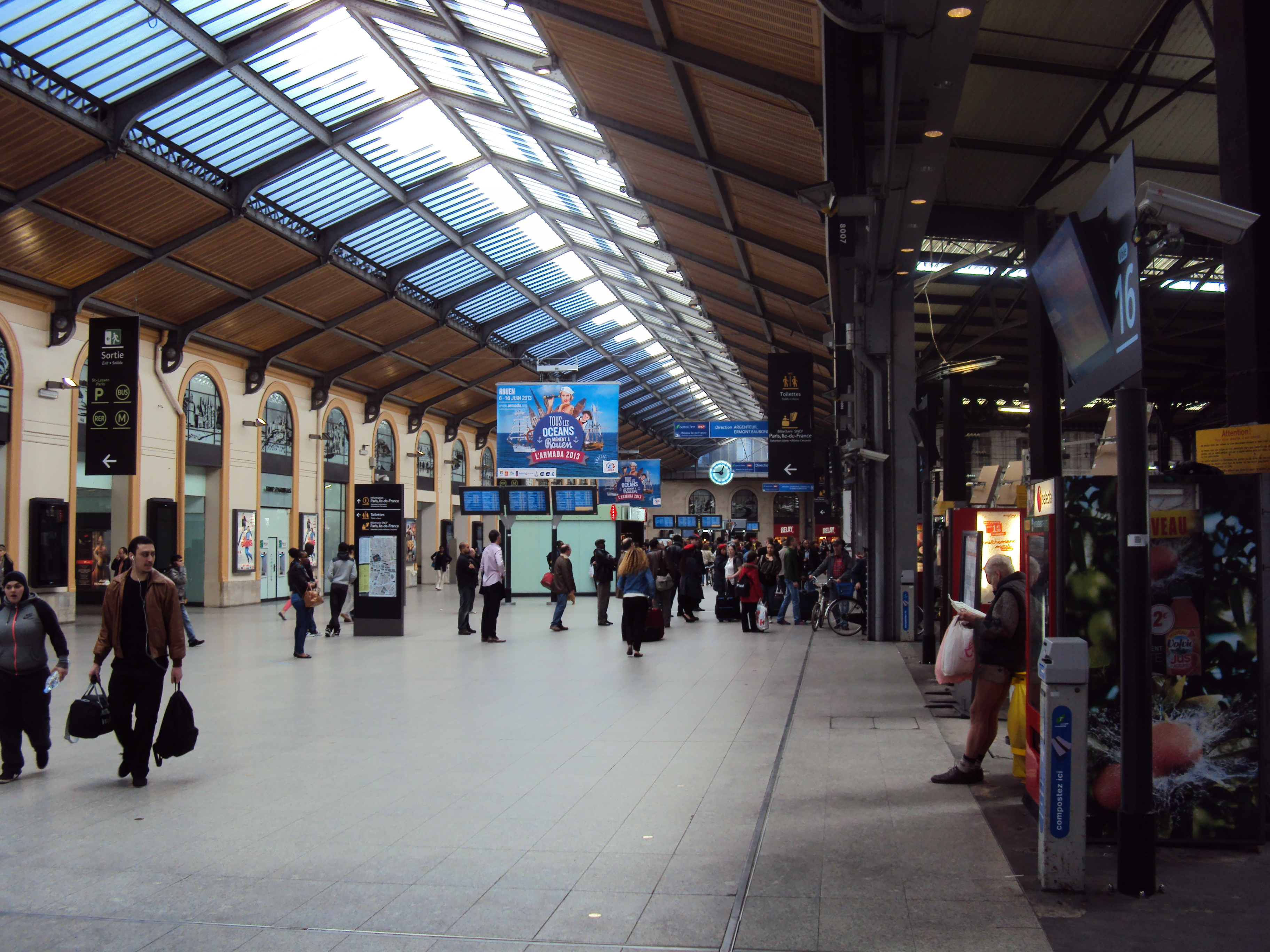
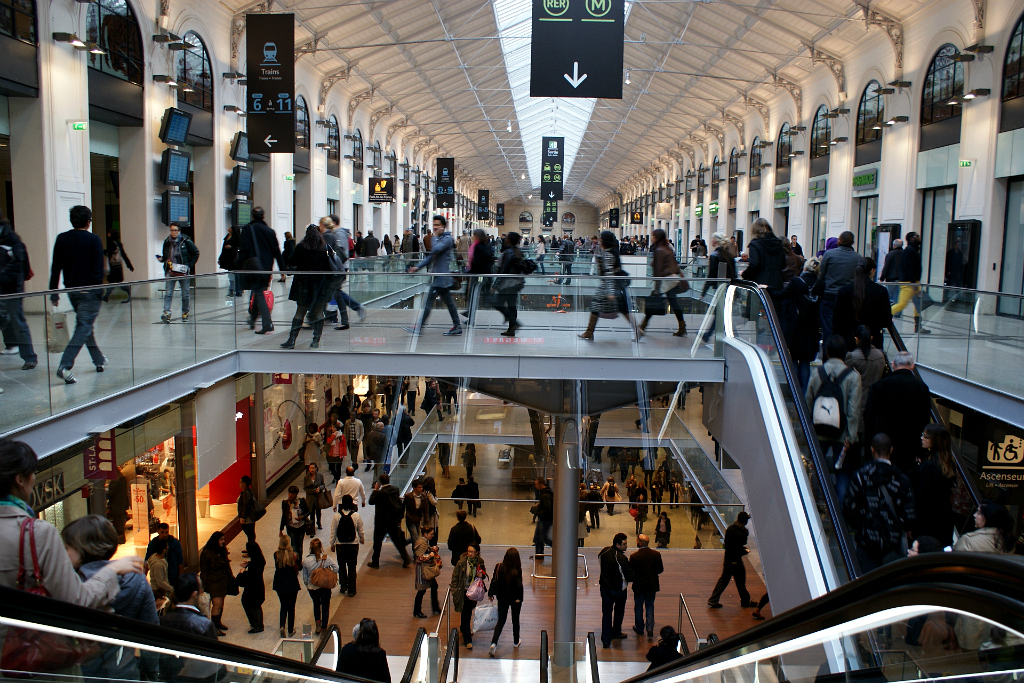
Passagerarhallen
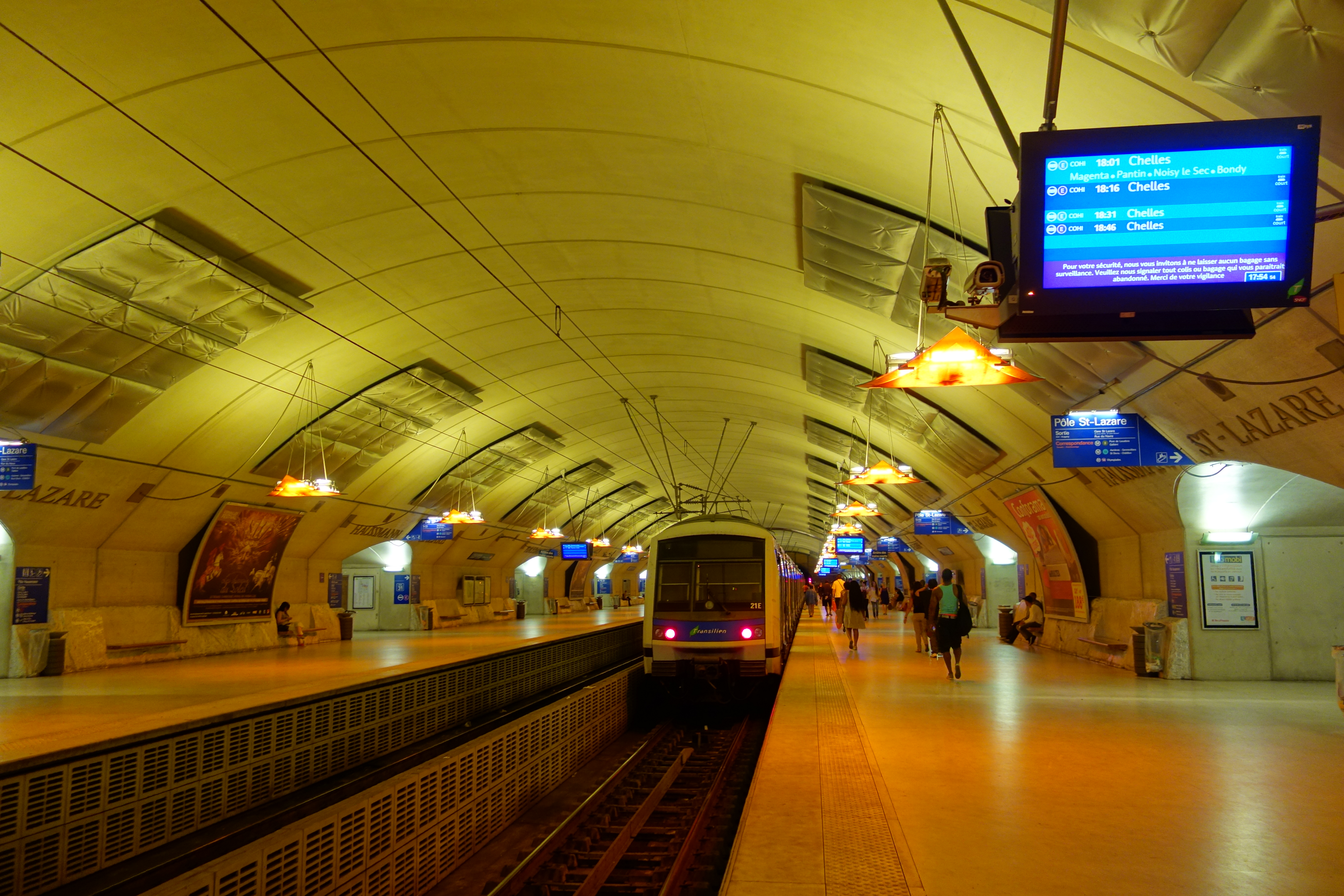
Underjordiska station Haussmann – Saint-Lazare på linje E
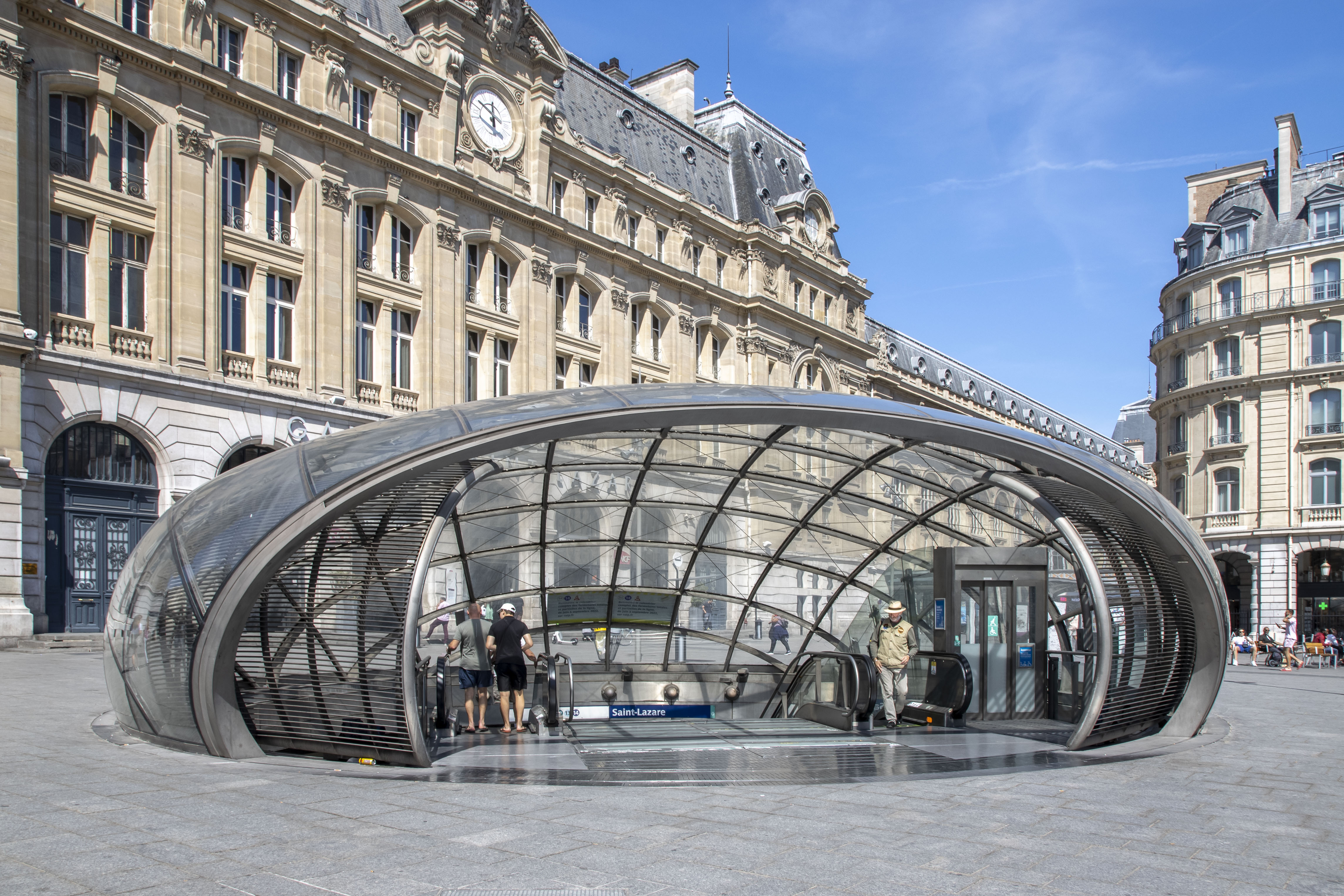
Metroentrén Cour de Rome
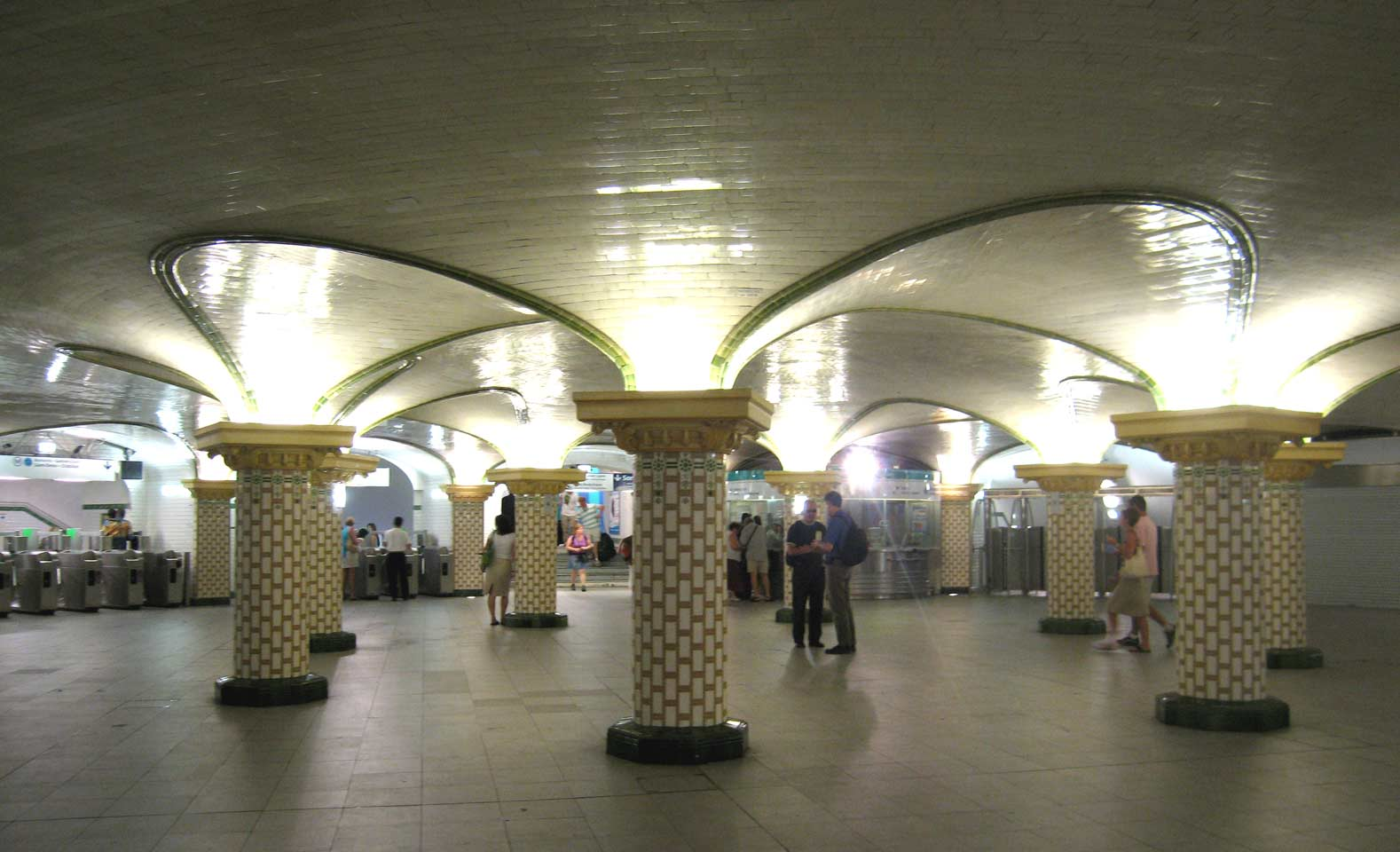
Metrohallen
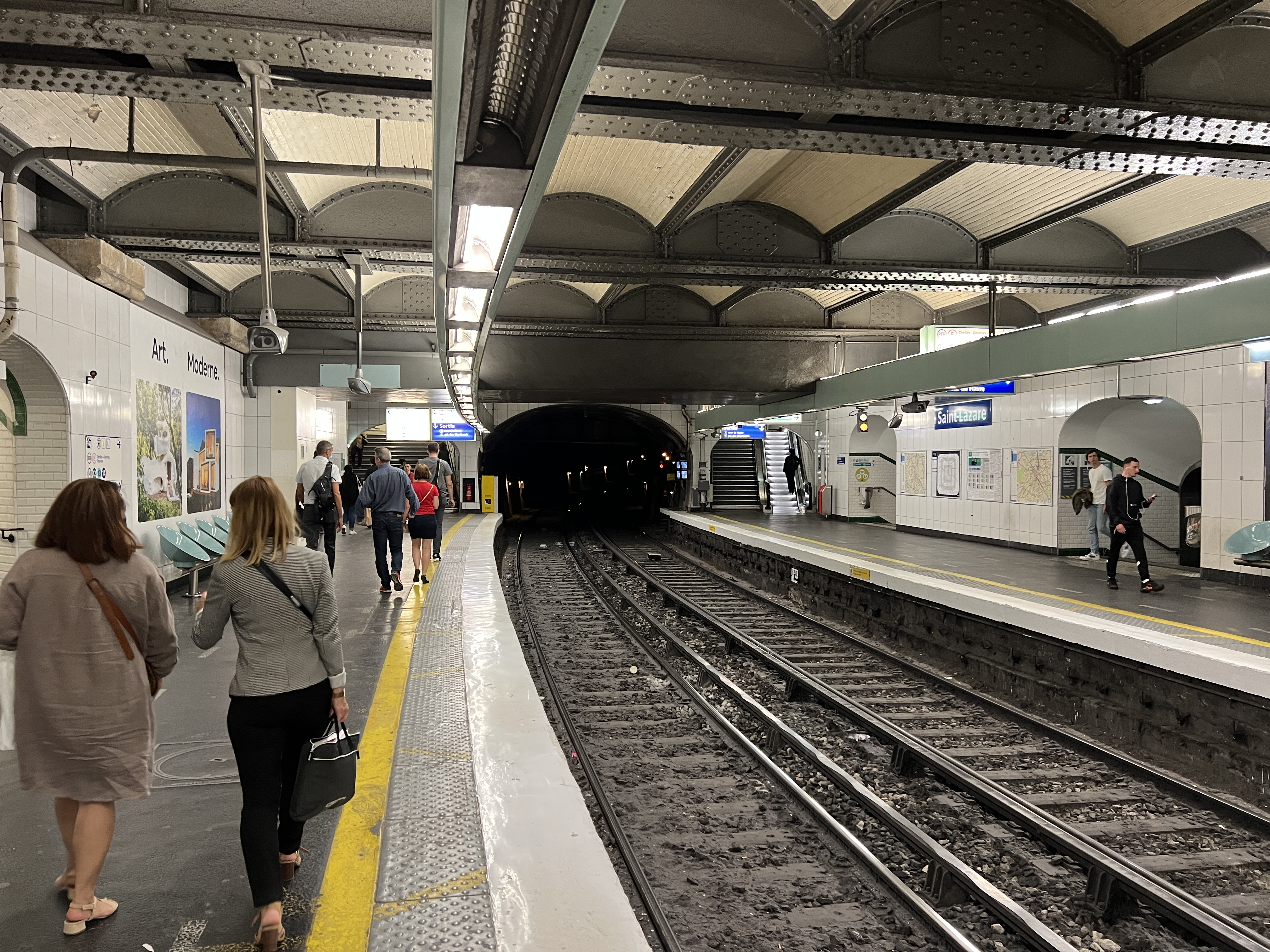
Metro linje 3
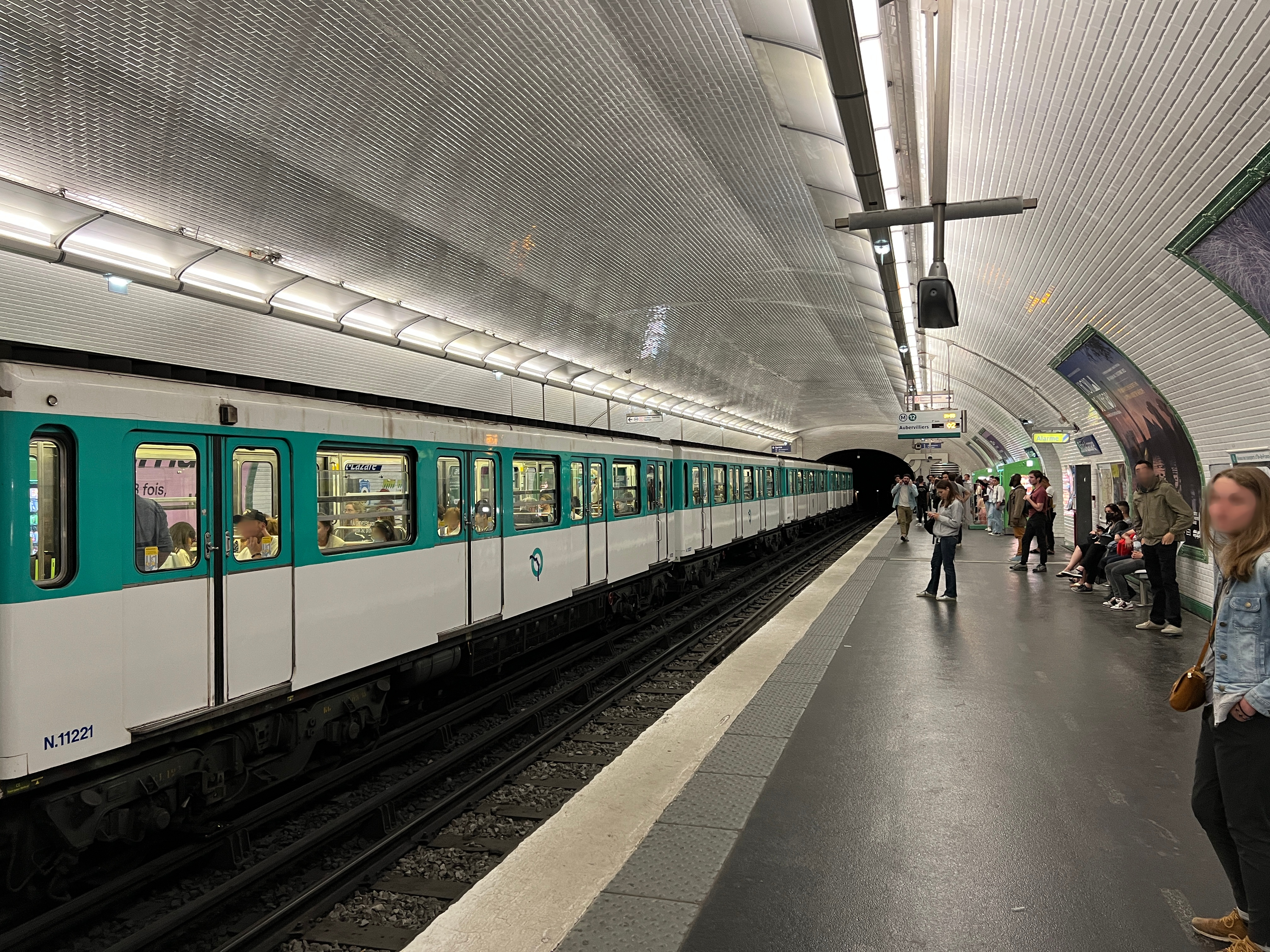
Metro linje 12
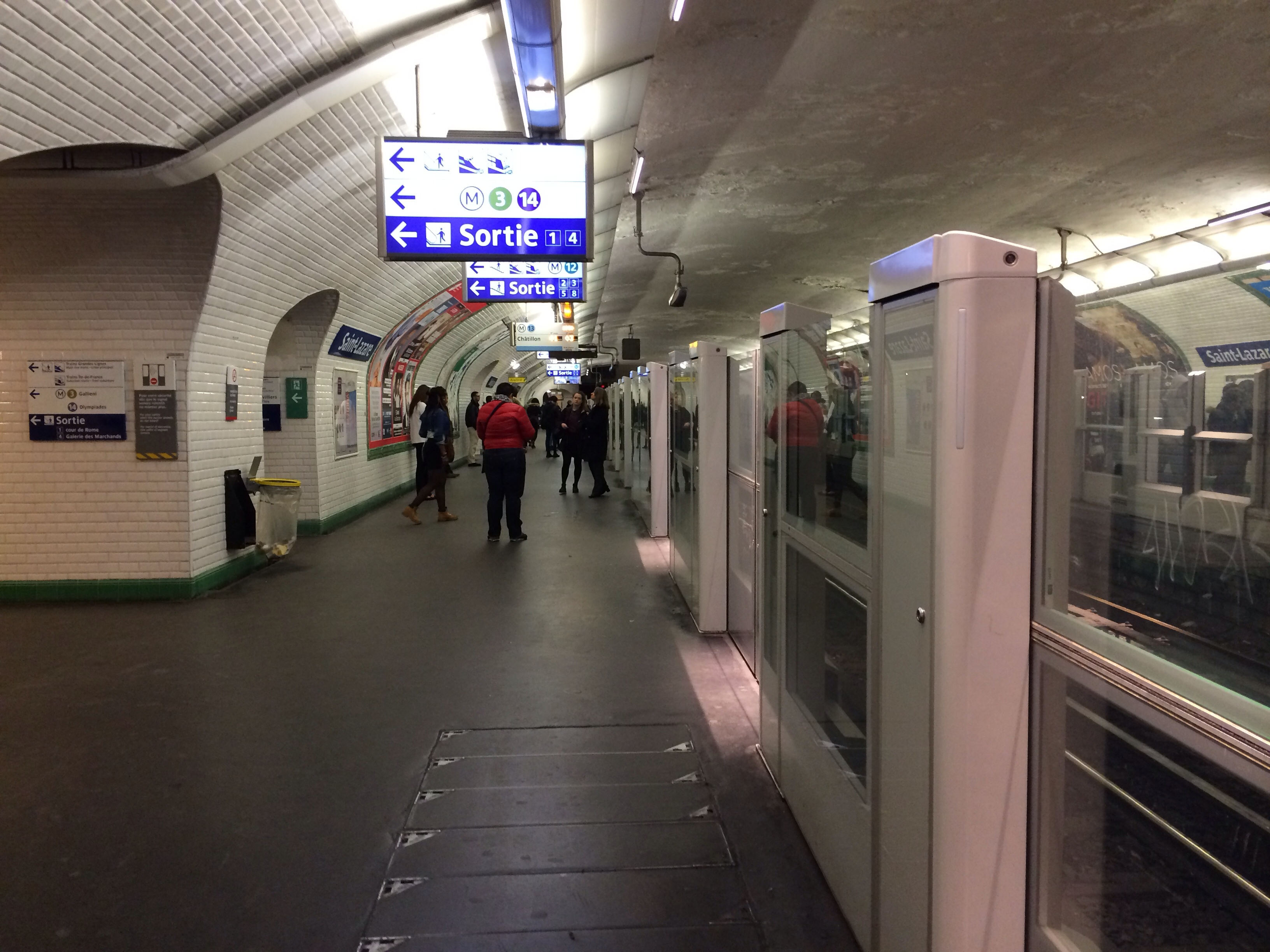
Metro linje 13
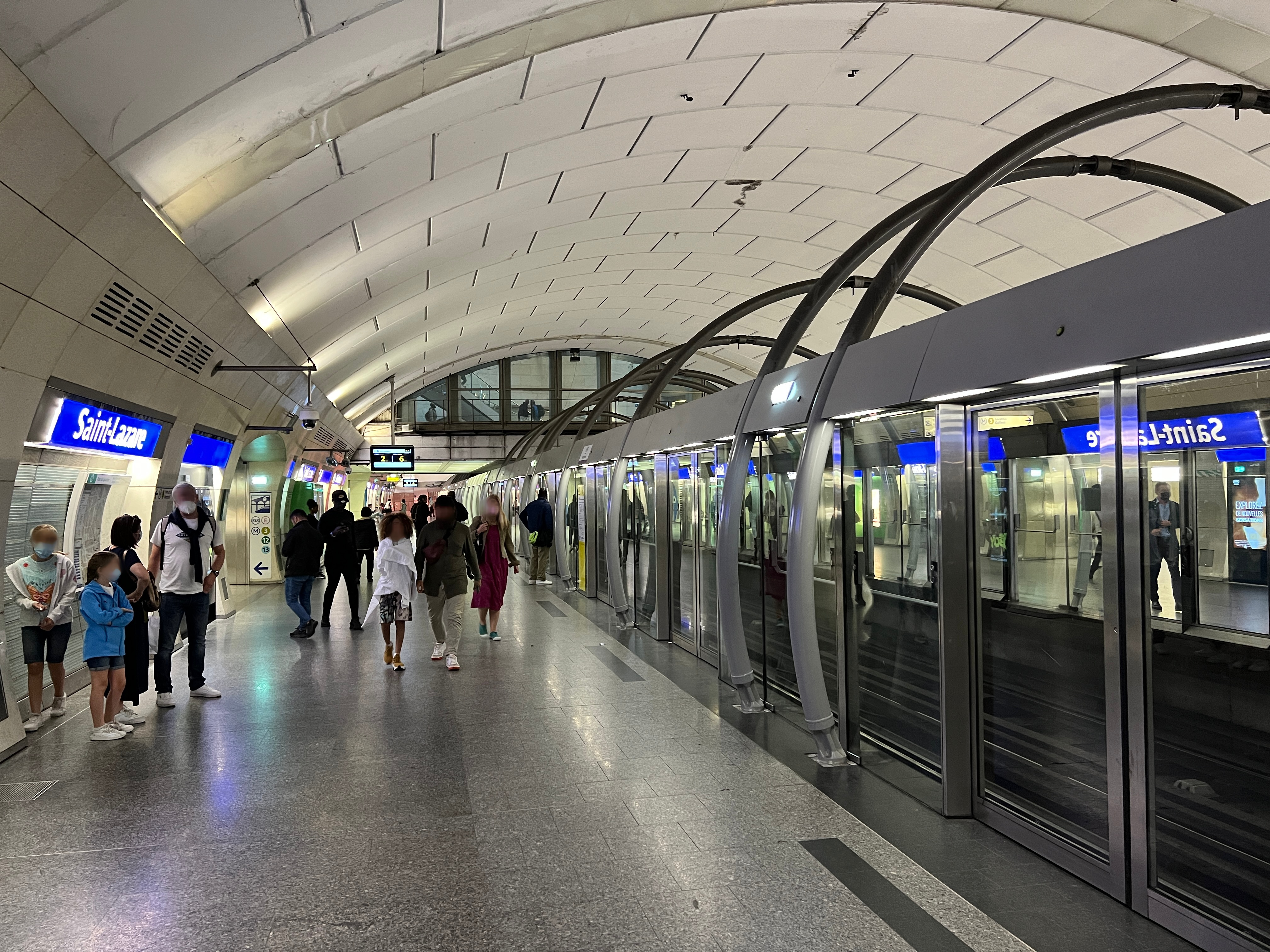
Metro linje 14

1. ↑  hämtat från: franskspråkiga Wikipedia.[källa från Wikidata]